# Gibson Les Paul
Gibson Les Paul — первая электрогитара с цельным корпусом от компании Gibson, один из символов рок-музыки и одна из самых долгоживущих и популярных моделей музыкальных инструментов в мире. Модель разработана в начале 1950 года Тедом Маккарти совместно с гитаристом Лесом Полом. Первый Gibson Les Paul был продан в 1952 году. Les Paul — одна из самых известных и часто копируемых различными производителями электрогитар в мире, наряду со Stratocaster и Telecaster.

## История
Gibson Les Paul стала результатом сотрудничества корпорации Gibson и джазового гитариста и изобретателя Леса Пола. С выходом на музыкальный рынок в 1950 году гитары Fender Telecaster, началось повальное увлечение публики электрогитарой. В ответ президент Gibson, Тед Маккарти пригласил Леса Пола в компанию в качестве консультанта. Лес Пол был признанным новатором, который экспериментировал с конструкцией гитары в течение многих лет, чтобы улучшить собственную музыку. Фактически, он вручную собрал прототип цельнокорпусной гитары, который он назвал «Бревно» (The Log) и который считается первым цельнокорпусным вариантом испанской гитары (в отличие от гавайской, или лэп-стил гитары). «Бревно» получило своё название от того, что цельной вставкой был сосновый блок, ширина и глубина которого были чуть больше, чем ширина грифа. Несмотря на то, что вскоре появились и другие прототипы и ограниченные серии цельнокорпусных гитар, известно, что в 1945—1946 годах, Лес Пол предлагал своё «Бревно» компании Gibson, однако эта конструкция гитары была отвергнута.
В 1951 году первоначальный отказ превратился в сотрудничество между Gibson и Лесом Полом. Было решено, что новая гитара Les Paul должна быть дорогим и качественным инструментом в традициях Gibson. Хотя воспоминания дают разноречивые сведения относительно того, кто и какой вклад внёс в разработку Les Paul, эта гитара была далека от рыночной копии моделей Fender. С 1930-х годов компания Gibson предлагала электрогитары с полым корпусом, такие как ES-150. Эти модели, как минимум, послужили источником множества базовых элементов конструкции нового цельнокорпусного Les Paul, включая более традиционную изогнутую форму корпуса, чем у гитар конкурирующей компании Fender, и вклеенное соединение грифа с корпусом, в отличие от креплений гитар Fender на болтах.
Вклад Леса Пола в разработку его именной гитары остаётся спорным. Книга «50 лет Gibson Les Paul» сводит его вклад к двум пунктам: предложению трапециевидного струнодержателя и выбору цвета (Лес Пол предложил золотой, потому что «гитара будет выглядеть дорого», и чёрный, потому что «на чёрном фоне кажется, что пальцы движутся быстрее», и «выглядит стильно — как смокинг»).
Кроме того, президент Gibson Тед Маккарти утверждает, что компания просто обратилась к Лесу Полу за правом поставить его имя на головке грифа, тем самым увеличив продажи модели, и в 1951 году работники компании Gibson показали ему почти готовый инструмент. Маккарти также утверждает, что конструкторские дискуссии с Лесом Полом сводились к конструкции струнодержателя и установке кленового верхнего слоя на корпус из красного дерева для увеличения плотности и длительности нот, хотя Лес Пол предлагал сделать наоборот. Однако это сделало бы гитару слишком тяжёлой, поэтому предложение Леса Пола было отклонено. С другой стороны, оригинальный Les Paul Custom должен был быть сделан целиком из красного дерева, а Les Paul Goldtop — из красного дерева с кленовым топом. Помимо этого вклад Лес Пола в гитарную линию, носящую его имя, был объявлен косметическим.
Например, Лес Пол указывал, что гитара предлагалась в золотой отделке, не только чтобы бросаться в глаза, но и чтобы подчеркнуть высокое качество инструмента. В более поздних выпусках моделей Les Paul включали гитары с отделкой из огненного (в тигровую полоску) и стеганого клёна, тем самым Gibson ещё раз противопоставил себя конкурирующей компании Fender с их автомобильными цветами гитар. Компания Gibson была довольно непоследовательна в подборе дерева, поэтому некоторые владельцы гитар Les Paul Goldtop и Les Paul Custom обдирали с них краску, чтобы открыть красивый рисунок древесины, скрытый под ней.

## Классические модели и вариации
Линия гитар Les Paul первоначально включала две модели: обычную (по прозвищу Goldtop) и кастом (Custom) с более качественной фурнитурой и более строгим чёрным цветом корпуса. Тем не менее, развитие технологии производства звукоснимателей, фурнитуры и корпусов гитар позволили превратить Les Paul в долгосрочную серию цельных электрогитар, заполнившую все ценовые сегменты рынка, кроме инструментов для совсем начинающих. Эту нишу занимала модель Melody Maker, и хотя недорогой Melody Maker не носил название Les Paul, его корпус последовательно повторял дизайн истинного Les Paul в течение каждого периода.
Gibson Les Paul отличается от других электрогитар не только формой и дизайном корпуса. Например, струны всегда крепятся на верхней части корпуса, как это сделано в полуакустических гитарах Гибсон, в отличие от крепления струн сквозь корпус, которое можно найти на моделях Fender. Гибсон также имеет различные цвета, например, красного вина, чёрного дерева, классический белый, пылающего огня, и альпийский белый. Кроме того, модели Les Paul предлагали множество отделок и декоративных узоров, разнообразные варианты фурнитуры и инновационные варианты хамбакеров, некоторые из которых значительно повлияли на звучание гитары. В частности, в 1957 году, Гибсон выпустил хамбакер PAF, который произвёл настоящую революцию в звучании электрогитары, и подавлял шум в усилителе от которого до этого страдали датчики с одной обмоткой (синглы).

### Goldtop (1952—1958)
Les Paul 1952 года имел два звукоснимателя P-90, и трапециевидный струнодержатель. Вес и звучание Les Paul в значительной мере обязаны конструкции из красного дерева и клёна. Кленовая древесина твёрдая и очень массивная, но её размеры были ограничены топом из более лёгкого красного дерева, чтобы гитара была не слишком тяжёлой. Кроме того, первые модели, выпущенные в 1952 году, не имели серийных номеров и окантовки корпуса, поэтому некоторые из них считаются прототипами Les Paul. Однако более поздние Les Paul 1952 год выпускались уже с серийными номерами и окантовкой. Некоторые ранние модели Les Paul отличались в отделке. К примеру, некоторые из них были оснащены чёрными звукоснимателями P90 вместо звукоснимателей с пластиковыми крышками кремового цвета, которые ассоциировались с этой гитарой. Модели первых выпусков, прозванные Goldtop, пользуются огромным спросом у коллекционеров.

### Custom (1954—1961, 1968 — по настоящее время)
Вторая модель Les Paul была представлена в 1954 году. Она получила название Gibson Les Paul Custom. Будучи полностью чёрной, гитара получила прозвище «Чёрная красавица» (Black Beauty). В отличие от своего предшественника с кленовым топом, Les Paul Custom имел топ из красного дерева. В нём также был установлен новый струнодержатель Tune-O-Matic и звукосниматель P-480 с магнитом Alnico-5 около грифа. Кроме того, с 1957 года Custom оснащался новыми хамбакерами PAF, в результате чего появилась модификация с тремя звукоснимателями вместо обычных двух. Модель с тремя датчиками сохранила стандартный трёхпозиционный переключатель, поэтому не все комбинации звукоснимателей были доступны. Были сохранены крайние позиции переключателя (с надписями neck и bridge соответственно); середина включала в себя комбинацию среднего и бриджевого хамбакера. Наиболее частой модификацией этой схемы являлось возвращение в среднюю позицию стандартного одновременного включения некового и бриджевого хамбакеров и добавление переключателя, независимо включавшего средний звукосниматель.
Производство Les Paul Custom с одним рогом было прекращено в 1961 году и заменено серией гитар, известной под названием SG, название которой означает «цельнокорпусная гитара» (Solid Guitar). Эта модель обладала тонким 1-5/16 дюймовым корпусом и двумя рогами. Вначале, когда компания прекратила выпуск гитар с одним рогом, новая линия также называлась Les Paul Custom, что по сей день порождает определённую путаницу.

### Junior (1954—1960) и TV (1955—1960)
В 1954 году для дальнейшего расширения рынка цельнокорпусных электрогитар, компания Gibson выпустила Les Paul Junior. Модель Les Paul Junior была предназначена прежде всего для начинающих гитаристов, однако со временем она хорошо подошла и профессиональным музыкантам.
Существовали значительные отличия между различными моделями Les Paul и Les Paul Junior. Несмотря на то, что корпус Les Paul Junior по форме явно напоминает все остальные модели Les Paul, он имел плоский топ из красного дерева с расцветкой Sunburst. Новая модель рекламировалась в качестве недорогого варианта электрогитар компании Gibson. Она имела один сингл P-90, простые регуляторы громкости и тона и накладку из палисандра с точечными инкрустациями, а также шпилечный струнодержатель, который вскоре станет основной деталью второго воплощения Les Paul Goldtop.
В 1955 году, компания Gibson выпустила модель Les Paul TV, которая, по сути, являлась продолжением Les Paul Junior. Данная модель имела светло-жёлтую окраску, хотя на самом деле у неё был «горчичный» цвет. Благодаря полупрозрачной поверхности можно было увидеть текстуру древесины. Новая окраска отличалась от отделки конкурента Fender, называвшей её «жёлтой ириской». Идея жёлтых моделей TV была в том, что они должны были блестеть на фоне чёрно-белых телекастеров, однако задумка не удалась, так как Les Paul TV вообще не сияла.
В 1958 году компания Gibson радикально изменила дизайн Les Paul Junior и Les Paul TV. Эти косметические изменения были сделаны для приобретения этой моделью огромного влияния. Для удобства к верхним ладам был сделан широкий двойной вырез корпуса, а для придания свежести старая жёлтая отделка Les Paul Junior изменилась на новую вишнёвую.

### Special (1955—1960)

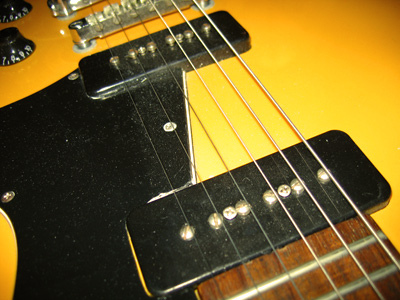
Les Paul Special

Les Paul Special была выпущена в 1955 году и имела 2 сингла P-90, а также вариант жёлтой отделки модели Les Paul TV.
В 1959 году в Special был добавлен тот же двойной вырез корпуса, что и на Les Paul Junior и Les Paul TV 1958 года выпуска. Однако, когда новая конструкция применялась к модели с двумя синглами, впадина некового звукоснимателя была перекрыта соединением грифа с корпусом. В результате чего соединение было ослаблено до такой степени, что гриф мог легко сломаться уже после первой обработки. Проблема была вскоре решена, когда конструкторы компании Gibson передвинули звукосниматель в середину корпуса, тем самым создав прочное соединение и ликвидировав поломку.
В настоящее время стабильная версия Special есть только в Custom Shop, входящая в «VOS» серию жёлтых Les Paul TV.

### Standard (1958—1960, 1968 — по настоящее время)

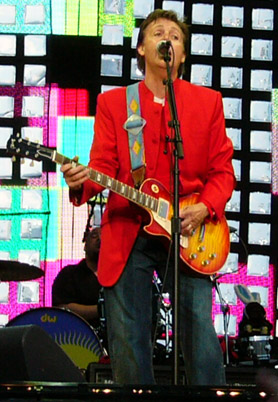
Пол Маккартни играет на Les Paul Standard

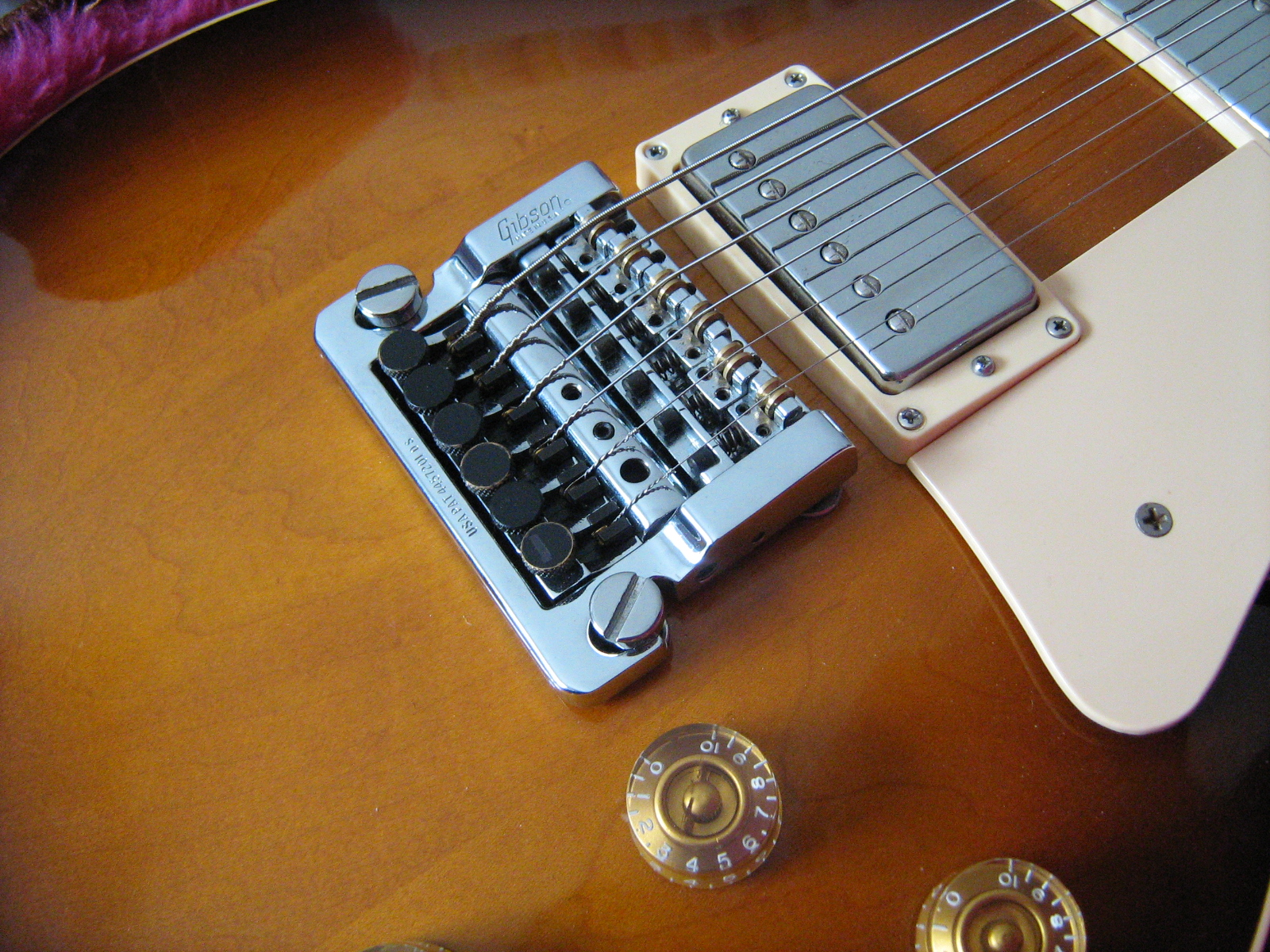
Лицензионная тремоло система Kahler на Les Paul Standard 1987 года

В 1958 году компания Gibson обновила серию Les Paul ещё раз. Новая модель сохранила большую часть спецификации гитар Goldtop 1957 года, в том числе PAF хамбакер, кленовый топ, струнодержатель Tune-O-Matic с фиксирующей мензурой и вибрато Bigsby. Наиболее значительным изменением в новой модели стала расцветка. Расцветка модели Goldtop 1952 года была заменена на sunburst, которая уже использовалась в топе акустических и полых электрогитар, таких как J-45. Чтобы отличать новый Les Paul от ранних Goldtop, модель получила название Les Paul Standard. Производство оригиналов Les Paul Standard продолжалось с 1958 по 1960 год. Было выпущено только 1700 моделей, которые впоследствии стали наиболее привлекательными для коллекционеров. Производство оригиналов Les Paul Standard прекратилось в 1961 году, когда компания Gibson переделала корпус данной модели. Новый корпус с «двойным вырезом» стал впоследствии основой для моделей Gibson SG. Из-за высокого спроса на данную модель компания Gibson в 1968 году возобновила производство Les Paul Standard. Сегодня на Gibson Les Paul Standard чаще всего ставят хамбакеры Burstbucker в нековую позицию и чуть более мощные Burstbucker Pro в бриджевую.
В 1980-х компания Gibson продала ограниченным тиражом Les Paul с тремоло системой Kahler.

### Les Paul Standard 2008 года
Новая версия Les Paul Standard была выпущена 1 августа 2008 года и имела длинный тонированный гриф с асимметричным профилем для комфортной игры на гитаре, выравненные лады и локовые колки Grover с улучшенным отношением 18 к 1.
До 2008 года в конструкции Les Paul Standard применялись небольшие круглые «облегчающие» отверстия («швейцарский сыр»), расположенные в конкретных областях деки гитары. В новую модель внесли более объёмные «облегчающие» соединённые между собой полости.
В 2008 году Gibson также представил Les Paul Traditional. Les Paul Traditional был сконструирован при помощи традиционной спецификации данной модели, включавшей в себя колки в стиле Kluson, классические датчики 1957 года и деку с небольшими круглыми «облегчающими» отверстиями (как в Les Paul Standard до 2008 года).

## Интерес к гитарам Les Paul
В 1964 году Кит Ричардс из группы Rolling Stones получил новый Les Paul Sunburst 1959 года. Гитара, оснащённая тремоло системой Bigsby, стала первой моделью Les Paul в Великобритании, «принадлежащей звезде» и оставалась одним из видных инструментов в течение 1966 года. Это было связано с достаточно частым включением гитары в этот период (используя модели, начиная от полу-полых Epiphone и заканчивая различными гитарами, сделанными компаниями Guild и Gibson). Кита Ричардса иногда забывают называть в качестве раннего пост-гитариста Les Paul 1960 года. В 1966 году Эрик Клэптон, а ещё ранее Джордж Харрисон, также признали рок потенциал гитар Les Paul конца 1950-х (в частности, 1958—1960 модели Les Paul Sunburst), и дал им широкую экспозицию. Он начал использовать модели Les Paul под влиянием Фредди Кинга и Хьюберта Самлина, а играл — в своём новаторском альбоме Blues Breakers — John Mayall — With Eric Clapton. В то же время, Майк Блумфилд начал использовать Les Paul Goldtop 1954 года. Эту модель он приобрёл в Бостоне во время гастролей с группой Paul Butterfield Blues, и вместе с ней записал большую часть своей работы в альбоме East-West. Год спустя, он обменял её на Gibson Les Paul Standard гитарного мастера Дэна Эрльюина, с которой он стал самым узнаваемым музыкантом. Одновременно с этим, такие артисты как Питер Грин, Мик Тейлор, Джефф Бек и Джимми Пейдж начали использовать Les Paul Standard конца 1950-х годов. Эти модели 1950-х годов включали крупный, наиболее поддерживающий тон, оригинальные хамбакеры, известные как PAF датчики. Эти датчики были разработаны Сетом Лавером, работавшим на компанию Gibson в 1955 году (патент США 2896491). После изготовления они сразу же появились на гитарах Les Paul в 1957 году. Это нововведение стало стандартным подобранным дизайном для Les Paul, в результате которого, впоследствии, многие другие компании последовали этому примеру. Скопированная электронная версия начинки была изменена, чтобы избежать нарушения патента на компанию Гибсон. У фирмы Gretsch были свои Filtertron датчики, а когда Fender выпустил на рынок свои хамбакеры в 1972 году, они стали радикально отличаться от аналогичных Fender Wide Range. «Стандартные» хамбакеры стали предлагаться другими гитарными производителями только после того, как патент компании Гибсон уже истёк. В основном датчики предлагались такими производителями как DiMarzio и Seymour Duncan.
На протяжении многих лет, подлинные модели Les Paul 1950-х годов стали одними из самых желанных и дорогих электрогитар в мире. В период между 1958 и 1960 годами было сделано только 1700 копий, а Les Paul Standard 1959 года в хорошем состоянии мог быть легко продан по цене от 200, 000 или 750, 000 долларов, что делает его наиболее ценной моделью электрогитар, когда-либо изготовленных. Тем не менее, Гибсон Custom Shop переиздал версии Les Paul 1950-х и 1960 годов, которые можно было приобрести за 3, 000 или 6, 000 долларов (определённые именные версии моделей артистов стоили значительно дороже). Джимми Пейдж предложил 1 миллион фунтов (1,6 миллионов долларов США) за его «первый» Les Paul 1959 года, если он когда-нибудь захочет продать его.
Благодаря работе и влиянию Ричардса, Харрисона, Клэптона, Блумфилда, Грина, Тэйлора, Бека, и Пейджа в середине 1960-х спрос на гитары Les Paul начал расти. Под влиянием и возросшем давлении со стороны общественности Гибсон вновь возобновил производство Les Paul с одним вырезом в июле 1968 года.

## Модели Les Paul в эпоху Норлина (1969—1985)

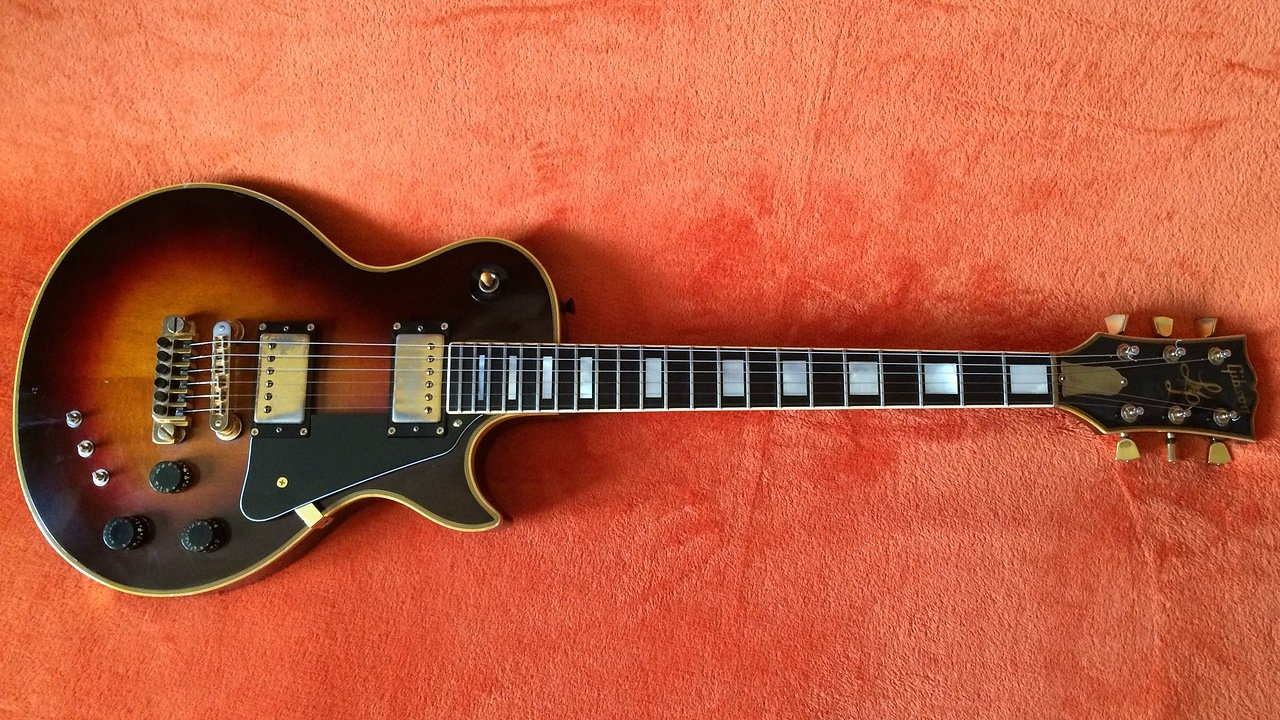
Gibson Les Paul Artist

Следующие годы принесли нового владельца компании Gibson. Во время «Эры Норлина», конструкция корпуса Gibson Les Paul сильно изменилась. В первую очередь изменению подвергся гриф, из-за которого компания Les Paul имела репутацию, связанную с легко ломающимся соединением в нём. Гриф в 1969 году укрепили анкерным стержнем, соединяя его с головной частью, чтобы предотвратить поломку, также уменьшили угол наклона головы с 17 до 14. Для дальнейшего повышения прочности, древесина грифа из цельного куска красного дерева была заменена на трёхкусковую, а затем, в 1975 году, гриф стал делаться из клёна, и так делалось до 1982 года включительно. Корпуса из однослойной древесины махагони были заменены на цельные с добавкой нескольких кленовых частей. Последний верхний слой был сделан из махагони. Это изготовление получило название «мультислойное» (иногда её неправильно называют «блинным корпусом»). Выражение «блинный корпус» на самом деле относится к корпусу, изготовленному из тонкого кленового слоя между двумя платформами махагони с кленовым верхом. Кленовые зёрна были помещены под углом 90 градусов, как и красное дерево. «Блин», как и слои, хорошо видны при взгляде на края гитары. Этот процесс также известен как и «слойное пересечение», и был он создан для прочности и устойчивости к закупориванию и деформации. «Слойное пересечение» прекратилось в 1977 году.
В эту эпоху компания Гибсон также начала экспериментировать с новыми моделями как Les Paul Recording. Эта модель часто избегалась гитарным консерваторами. Они считали, что это «слишком сильная новинка». Les Paul Recording включала низко задерживающие датчики, множество переключателей и кнопок, а также низкоуровневый кабель для совпадения сигнала с усилителем. Менее заметные изменения включали, не ограничиваясь этим, кленовые грифы 1976 года, экранирующие полости датчиков, а также пересечение струнодержателя ABR1 Tune-O-Matic в современном нэшвильском Tune-O-Matic бридже. В 1970-х форма корпуса Les Paul включалась в другие модели Гибсон, в том числе S-1, Sonex, L6-S, а также в другие, которые не следовали классическому Les Paul.
В 1979 году была выпущена серия гитар "Artist" (в неё вошли модели "Les Paul", "RD" и "ES"), имевшие на борту активную электронику от Роберта Муга (compression, expansion and brightness) и стоп-бар TP-6 с микроподстройкой струн. В 1982 году выпуск серии был прекращён.

## Современные модели и вариации

### Deluxe
Deluxe была одной из «новых» моделей 1968 года. Эта модель имела «мини-хамбакеры», также известные под названием «Нью-Йорк», которые сначала не были популярными. Мини-хамбакер вставлен в заранее вырезанную полость для датчика P-90 с помощью переходного кольца, разработанного компанией Gibson (на самом деле это просто вырез для крышки датчика P-90). Это было сделано для того, чтобы использовать поставку мини-хамбакеров, оставшихся от компании Epiphone, когда Gibson переправил производство Epiphone в Японию. Deluxe была выпущена в конце 1968 года и помогла стандартизировать производство между американскими моделями и изготовленными лично Лес Полом. Первая модель Deluxe в конце 1968 года имела цельный корпус и тонкий гриф из трёх слоёв красного дерева. «Блин» корпуса (тонкий верхний слой клёна между двумя слоями гондурасского красного дерева) появился позже, в 1969 году. В конце 1969 года был добавлен небольшой анкерный стержень. «Делюксы» 1969 года имели логотип Gibson без точки в букве «i». На рубеже 1969/1970 годов, в букву «i» была снова вставлена точка, плюс штамп «Сделано в США» на обратной стороне грифа. В 1975 году поменялась технология изготовления грифа. Гриф создавался теперь не из красного дерева, а из клёна вплоть до 1982 года. Однако вскоре изготовление вернулось к своим первоначальным корням. В конце 1976 — начале 1977 года корпуса снова стали изготавливать из красного дерева с дизайном «блин». Интерес к данной модели Les Paul был настолько низким, что в 1985 году компания Gibson прекратила выпускать данную линию гитар. Тем не менее, в 2005 году производство Deluxe вновь возобновилось во многом благодаря Питу Тауншенду и группе Thin Lizzy.

### Studio

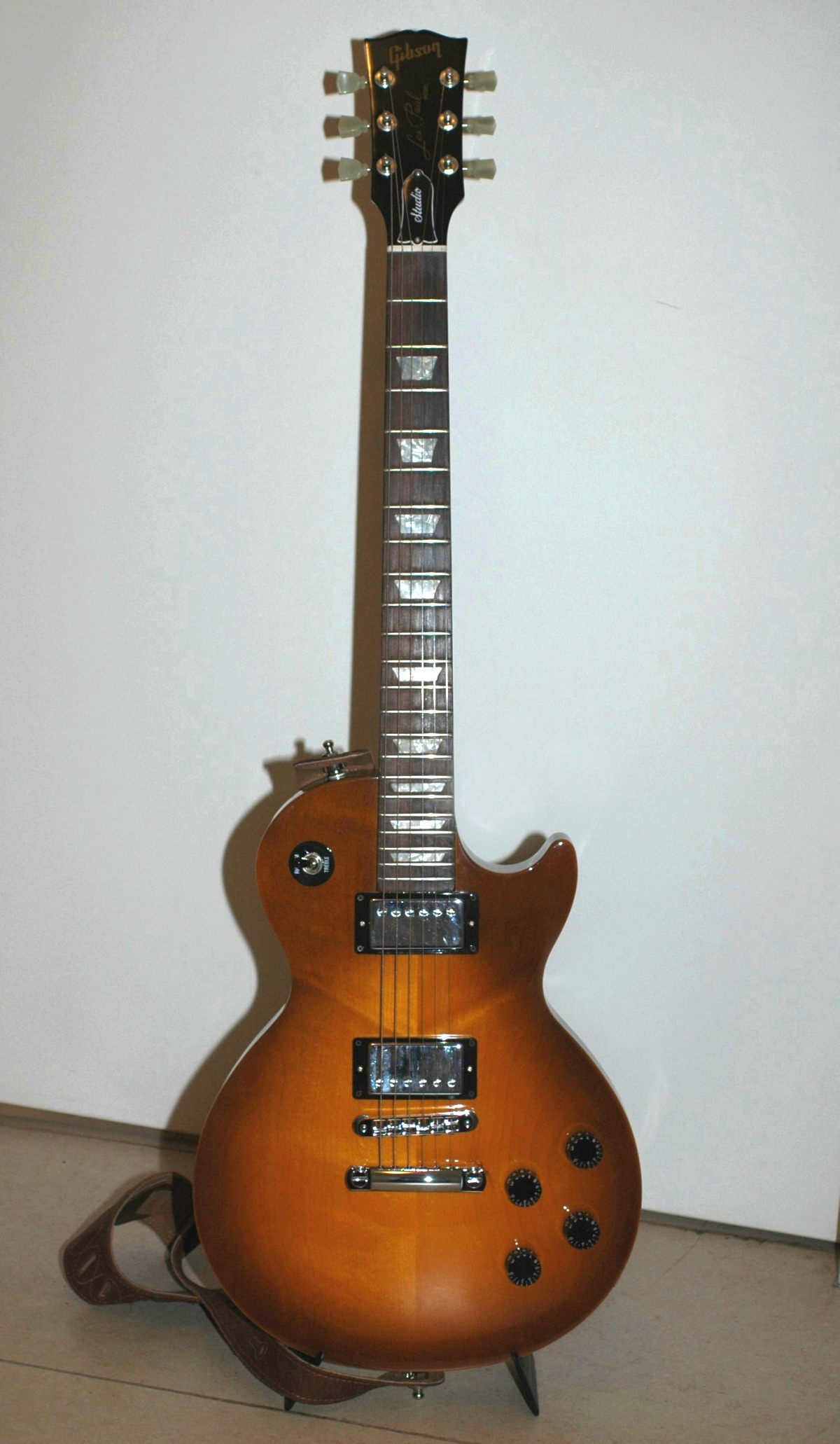
Gibson Les Paul Studio

Модель Studio была выпущена в 1983 году и до сих пор находится в производстве. Предполагаемым покупателями этих моделей должны были стать сессионные музыканты, поэтому конструктивные особенности Les Paul Studio были направлены на оптимальное звучание. Эта модель сохранила только элементы Gibson Les Paul, внёсшие вклад в тон и громкость, в том числе резная кленовая верхняя часть и стандартные механические и электронные аппаратные средства. Тем не менее, в дизайне Studio отсутствовал ряд особенностей, которые не влияли на качество звука, включая окантовку корпуса и грифа. Двумя исключениями из этого правила являются Studio Standard и Studio Custom. Обе модели были выпущены в середине 1980-х и имели окантованный корпус и гриф, хотя на накладке были точки вместо более выраженных трапеций. В настоящее время единственным Les Paul Studio с классическим грифом и трапециевидными обязательными вставками является Les Paul Studio Classic 1960-х годов, ограниченный выпуск, которой был сделан для сети магазинов Sam Ash. Первые Studio 1983—1986 годов выпуска, кроме Studio Standard и Studio Custom, были сделаны из ольхи, а не из махагони или клёна. Текущая модель Studio имеет корпус из красного дерева с кленовой или махагониевой верхней частью. Инструмент начального уровня Les Paul Studio "Faded" имел камерный махагониевый корпус с топом и матовое покрытие (с легкими переходами). Эта модель имеет самую низкую цену среди американских Gibson Les Paul.

## Новейшие модели Les Paul

### Gibson Robot Guitar

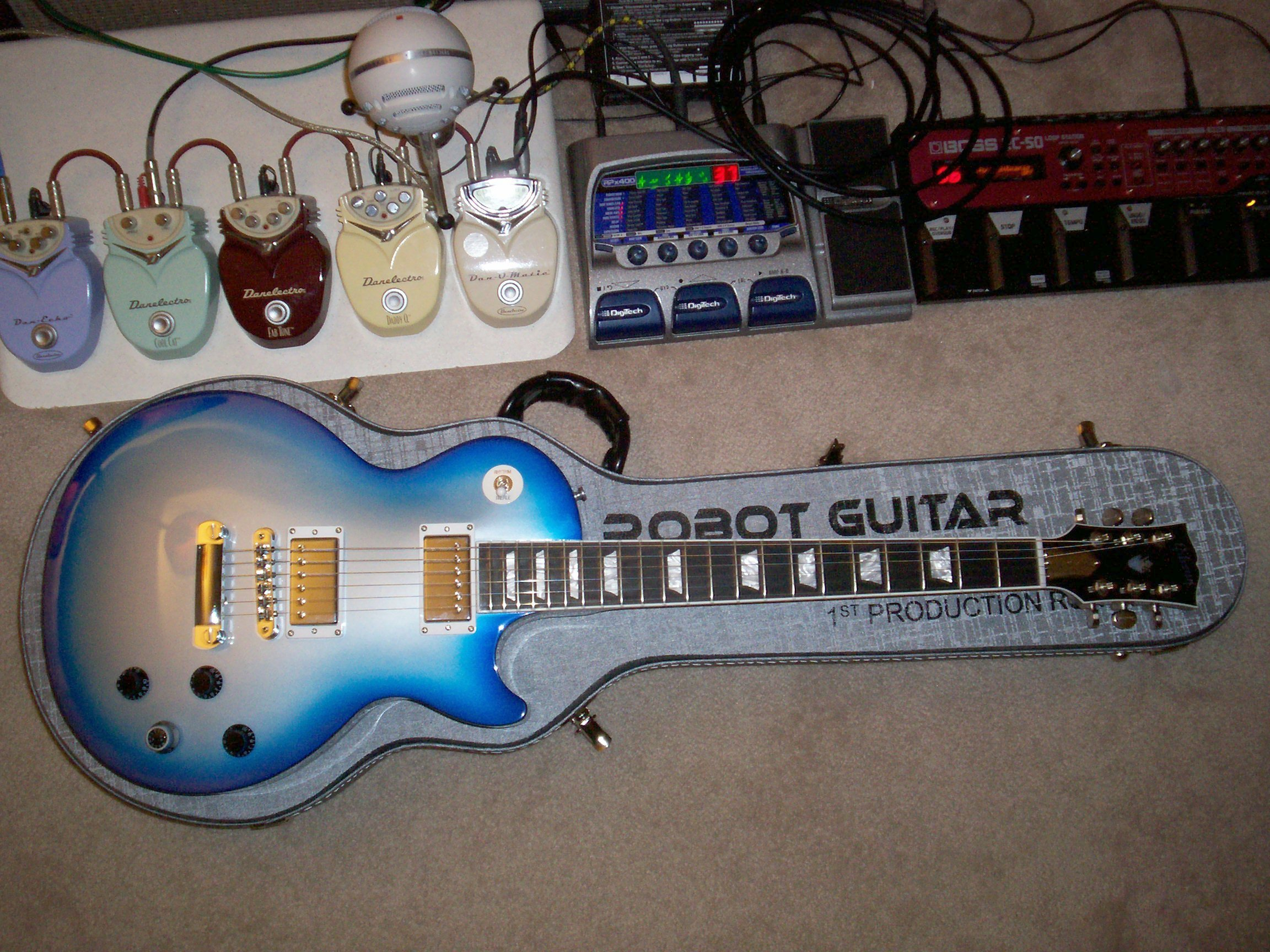
Gibson Robot Guitar

В 2007 году компания Gibson объявила о создании компьютеризированной модели Les Paul, получившей название Robot Guitar. Она была выпущена 7 декабря 2007 года. Гитара имела вставленный компьютер в корпус с ручкой master control рядом с регуляторами громкости, которая может вытаскиваться, поворачиваться или прижиматься в зависимости от различных команд к гитаре. Одной из наиболее заметных особенностей является возможность простого использования стандартной настройки. Для этого надо потянуть за регулятор «master control» и побренчать на гитаре, в то время как колки данной модели приспособятся к стандартной настройке. Другое использование регулятора master control заключается в том, что имеется возможность использования гитары под альтернативный строй, такой как drop D. При этом, надо нажимать на регулятор управления, чтобы получился соответственный строй. Новый Les Paul имеет пользовательскую серебристо-синюю расцветку. В то же время продукт активно рекламировался в американской популярной прессе в качестве «первой в мире» модели с подобной системой, когда-либо выпущенной за последние десятилетия.

### Gibson Dark Fire
Гибсон объявил о создании новой интерактивной компьютеризированной модели Les Paul, которая производит намного больше звуков. Она была выпущена 15 декабря 2007 года под названием Dark Fire. Гитара имела встроенный  в корпус тюнер и микрокомпьютер, которые контролировались при помощи кнопки master control. Кнопка master control позволяла гитаристам настраивать  автоматически каждый тон, соответственно и строй даже во время песни, которую они играли. Как и модель Robot, Dark Fire имела функцию настройки, однако по сравнению с Robot игрок мог это делать до 500 раз на одной зарядке аккумулятора, тем самым позволяя колкам приспосабливаться к разным тональностям. Использование технологии тон хамелеона позволило гитаре производить немыслимые звуки. В дополнение к улучшенной и расширенной возможности настройки гитара имеет три различных типа датчиков, в которые входят: Burstbucker (хамбакер), синглы P-90 и пьезоакустический струнодержатель, способствующие органичному смешиванию оригинальных звуков.

## Копии Gibson Les Paul

### Модели линии Custom Shop
С ростом популярности гитар Les Paul на рынке появились сотни версий копий и реплик гитар. Из-за отсутствия соответствующего законодательства в области нарушения патентного права и ограничения импорта продаж, зарубежные реплики вызвали юридические и финансовые проблемы у корпорации Gibson. Также вызывало беспокойство, что существовали высококачественные копии старых моделей Les Paul (и старых моделей Stratocaster), выпускаемые зарубежными производителями гитар.
Например, в течение 1970-х и в начале 1980-х годов японский производитель Tokai Gakki выпускал превосходные копии старых Les Paul 1957—1959 годов, отмеченные высокими оценками. В 1980 году в ответ на высокий спрос на старые модели, Gibson сам начал предлагать линию Custom Shop, которая являлась точной репродукцией ранних Les Paul, созданных Gibson Guitar Custom.

### Epiphone Les Paul
Количество моделей Epiphone, принадлежащих компании Gibson, составляет около 20 штук. Они являются наиболее близкими копиями гитар Gibson. Изготовленные за пределами США, модели Epiphone Les Paul были сделаны из наиболее доступной древесины и имеют менее подробную ручную работу, чем у Gibson, и, как следствие, продавались по более низкой цене. Фирма Epiphone принадлежит компании Gibson с 1950 года. После присоединения фирма Epiphone быстро начала делать низкокачественные модели Les Paul на основе конструкций корпорации Gibson.
Epiphone в настоящее время выпускает несколько моделей Les Paul, в том числе Les Paul Special II начального уровня, корпус которой, как правило, изготавливается из липы, а верхняя часть — из фанеры. Гриф закреплён на болтах (с точечными вставками вместо обычных трапециевидных), отсутствует крепление, и имеется упрощённая электроника.
Следующей моделью является Les Paul 100, которая стоит около 300 долларов, имеет аналогичные функции, но имеет стандартную проводку, корпус из красного дерева и более высококачественную расцветку как у Les Paul Standard. Стандартные модели — это Les Paul Standard с ровной или приплюснутой верхней частью. Они стоят 550 и 650 долларов соответственно. Обе модели имеют цельный корпус из красного дерева с фанерной кленовой и резной верхней частью.
Epiphone также выпускает менее распространённые модели Les Paul, такие как Les Paul Goth, Les Paul Goldtop, Les Paul Ultra и Les Paul Ultra II, Les Paul Custom, Les Paul Black Beauty, серии Prophecy, Les Paul Custom Зака Вайлда, модели «Les Paul» Слэша и Les Paul Studio. Самая последняя модель — это Les Paul Gold Top 1959 года Джо Бонамассы.

## Спецификации Les Paul
Спецификации Gibson Les Paul в течение 1958-1960 менялись от года к году, а также от гитары к гитаре. Типичные Les Paul Standard 1958 года имели утолщённый «С-образный» гриф, тонкие низкие лады. В конце 1960 года гитары имели гриф с тонким сечением и более широкие и высокие лады.